# تورزین، استان مسوین
تورزین، استان مسوین (به لاتین: Turzyn, Masovian Voivodeship) یک منطقهٔ مسکونی در لهستان است که در Gmina Brańszczyk واقع شده‌است.

## خصوصیات
تورزین ۱٬۲۰۰ نفر جمعیت دارد.